# Beinhaus (Bad Doberan)

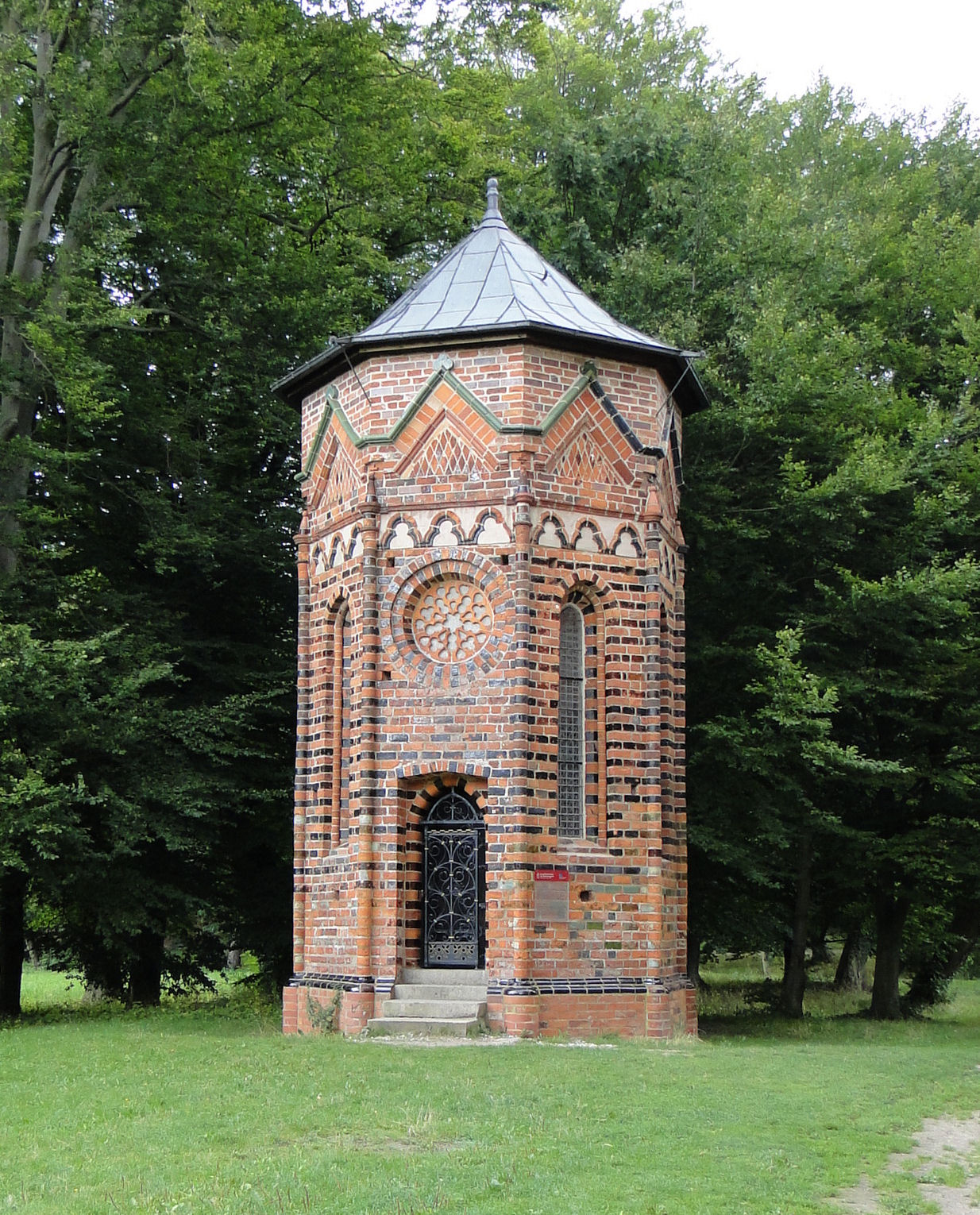
Karner St. Michael

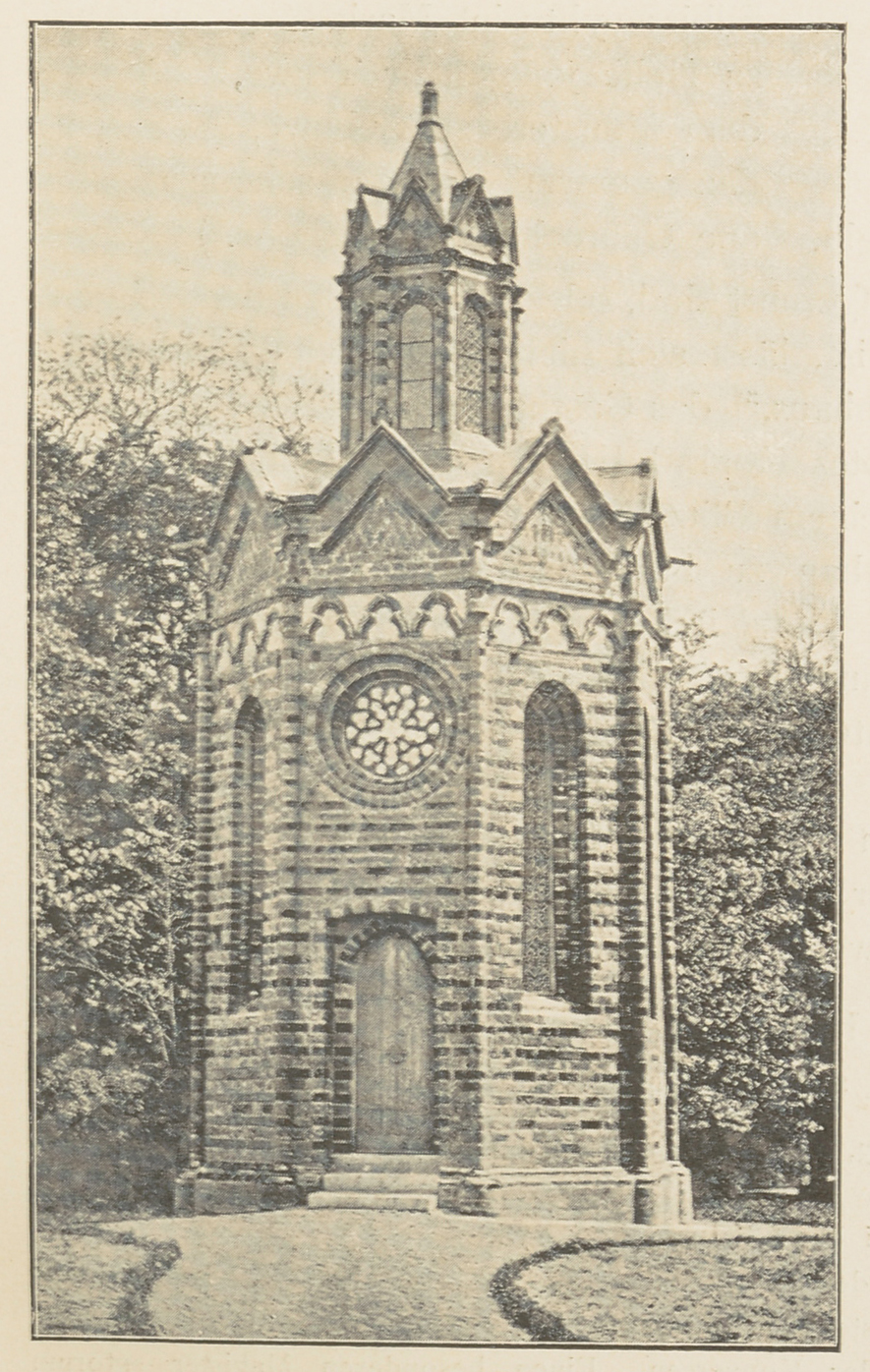
Beinhaus um 1896

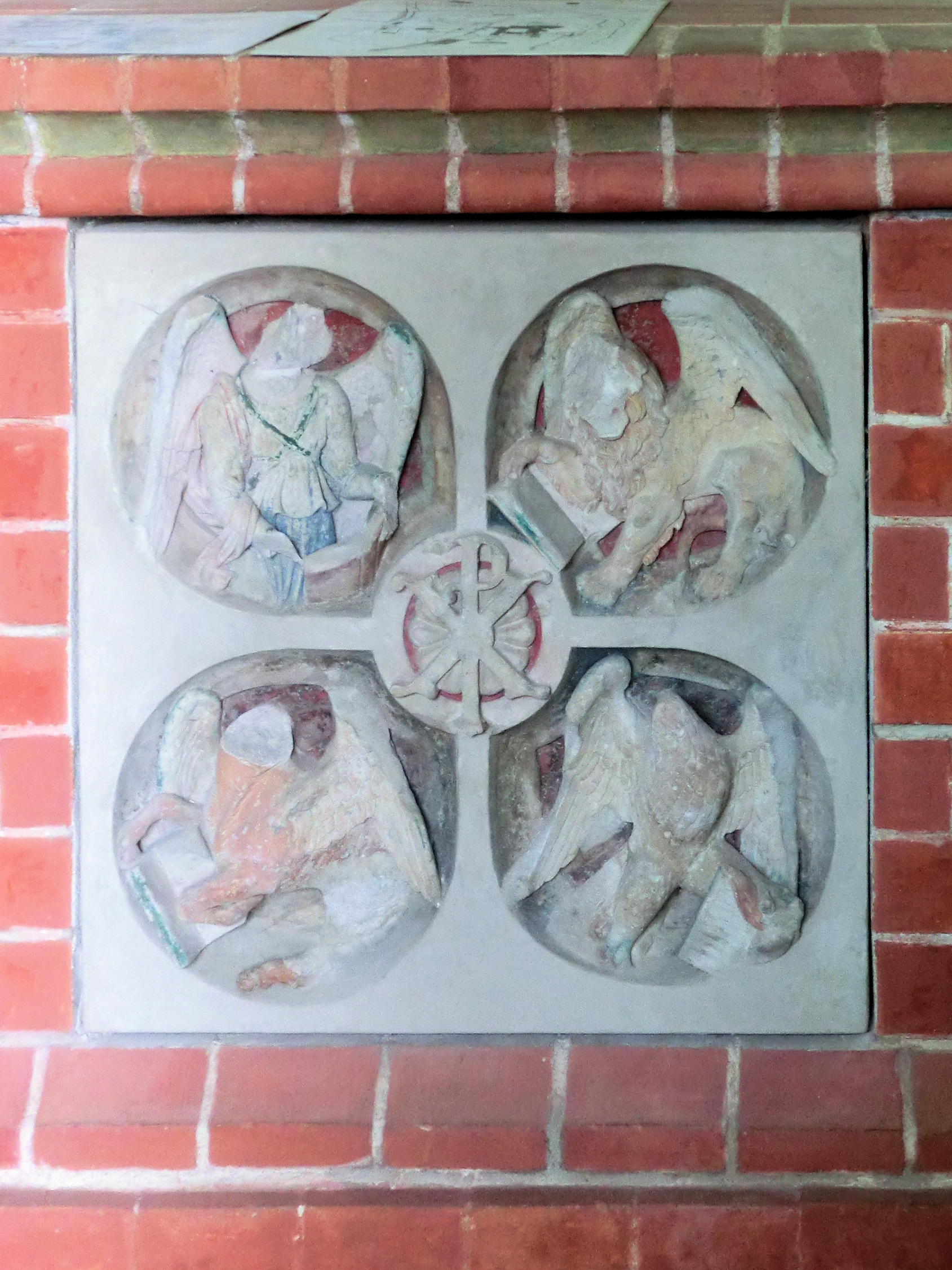
Relief am Beinhaus

Das Beinhaus (laut Dehio: Karner St. Michael) ist ein denkmalgeschütztes Gebäude auf dem Klostergelände in Bad Doberan, einer Stadt im Landkreis Rostock in Mecklenburg-Vorpommern. Neben dem ebenfalls oktogonalen Beinhaus im Kloster Hardehausen bei Warburg ist es das einzige erhaltene Bauwerk dieser Art im norddeutschen Raum. Es wurde 2002 in die Liste national bedeutender Denkmäler aufgenommen.

## Geschichte und Architektur
Das Beinhaus, auch Totenleuchte oder nach dem Erzengel Michael Michaeliskapelle genannt, wurde um 1250 im Stil der frühen Gotik auf dem ehemaligen Friedhof nördlich der Kirche errichtet. Hier wurden die Gebeine verstorbener Klosterbrüder, deren Gräber neu belegt wurden, aufbewahrt. Der achtseitige Backsteinbau steht an der Nordostseite der Kirche. Die Kapelle steht über dem Beinkeller und ist über dem umlaufenden Sockelprofil durch den Wechsel glasierter und unglasierter Steinschichten gegliedert. Die Eckrundstäbe gehen in eine Reihe umlaufender Blendgiebel über. Die stumpfbogigen Fenster wirken schlank. Eine Blendrosette befindet sich über der Tür. Anstelle einer ursprünglich achteckigen Laterne wurde 1984, in Anlehnung an den Zustand vom 17. Jahrhundert, ein Zeltdach aufgesetzt.
Im Innenraum befinden sich Wand- und Gewölbemalereien, die 1879 von Karl Christian Andreae in Anlehnung an mittelalterliche Reste ausgeführt wurden. Sie zeigen Christus, die Apostel, verschiedene Heilige und die klugen und törichten Jungfrauen.
In der unteren Ebene sind die fünf törichten Jungfrauen, meistens mit rötlichen Umrissen auf grau gemalt, alle mit traurigen Gebärden, teilweise eine Hand an den gesenkten Kopf gelegt, dargestellt. Daneben, im 19. Jahrhundert neu gestaltet, Gottschalk der Wende, Fürst der Obotriten. Über den Figuren befinden sich bischöfliche Weihekreuze, darüber die fünf klugen Jungfrauen, erhaben und schön, mit runden antiken Lampen, aus denen eine große Flamme emporschlägt. Auf der Brust prangt zum hochzeitlichen Schmuck ein großes Juwel in rhombischer Gestalt. An der sechsten Wand rechts steht eine Jungfrau mit einem Schwert in der Hand, die Heilige Katharina. Über den Jungfrauen knien Gestalten, welche die Arme ausbreiten um anzubeten oder die Konsolen zu stützen. Im Deckengewölbe sind sieben Apostel (wohl Matthäus, Petrus, Philippus, Johannes, Paulus und Bartholomäus) und Jesus Christus zu sehen. Über der Tür befindet sich Christus der Gekreuzigte, daneben seit dem 19. Jahrhundert allegorische Darstellungen von Kirche und Synagoge als allegorische Frauengestalten.
Von 2002 bis 2010 wurden das Altarrelief, die Fassade, die Fenster, der Fußboden und die Tür umfassend renoviert.